# Beneditinos
Beneditinos is een gemeente in de Braziliaanse deelstaat Piauí. De gemeente telt 9.860 inwoners (schatting 2009).
De gemeente grenst aan Pau-d'Arco do Piauí, Monsenhor Gil, Coivaras, Prata do Piauí, Alto Longá en Altos.